# 최단거리에서
〈최단거리에서〉(일본어: 最短距離で 사이탄쿄리데[*])는 코마츠 미호의 8번째 싱글이다.

## 개요
- 아메무라 오타운 레코드에서 빙이 새롭게 신설한 레코드 회사 기자 스튜디오로 이적해서의 제1탄이 되는 싱글이다.
- 전작 〈이별의 조각〉이 맥시 싱글이였던 것에 대해서, 이 작품에서 8cm 싱글 사양으로 돌아와있다.
- 누계매상장수 15만장.

## 수록곡
1. 최단거리에서
  - 작사 · 작곡: 코마츠 미호, 편곡: 후루이 히로히토

TBS계 《랭크왕국》 여는 곡.
2. My destination...
  - 작사 · 작곡: 코마츠 미호, 편곡: 이케다 다이스케
3. 최단거리에서 (original karaoke)
4. My destination... (original karaoke)